# ناحیه هیاواتا، میشیگان
ناحیه هیاواتا (به انگلیسی: Hiawatha Township) یک منطقهٔ مسکونی در ایالات متحده آمریکا است که در شهرستان اسکولکرافت واقع شده‌است.
 ناحیه هیاواتا  ۱٬۳۰۲ نفر جمعیت دارد و ۲۲۲ متر بالاتر از سطح دریا واقع شده‌است.